# Stichopogon moremiensis
Stichopogon moremiensis är en tvåvingeart som beskrevs av Jason Gilbert Hayden Londt 1979. Stichopogon moremiensis ingår i släktet Stichopogon och familjen rovflugor.
Artens utbredningsområde är Botswana. Inga underarter finns listade i Catalogue of Life.